# Krasnyj Łucz (obwód amurski)
Krasnyj Łucz (ros. Красный Луч) – wieś (ros. seło) w południowo-wschodniej Rosji, terytorialnie i administracyjnie należąca do rejonu archarinskiego, w obwodzie amurskim. 
Według danych ze spisu z 2016 roku wieś zamieszkiwało 34 mieszkańców. 